# Внимавай какво говориш
„Внимавай какво говориш“ е британски комедиен ситком.
В него се разказва за младия преподавател по английски език Джеръми Браун (в ролята Бари Евънс) и неговия клас ученици от различни краища на света.
Първоначално комедията е произведена в 29 епизода от LWT (London Weekend Television) и Granada Television в периода 1977 – 1979 г.
После за част от Великобритания шоуто е възобновено и за четвърти сезон в края на 1985 г. и началото на 1986 г. от TRI Films Ltd и ITV, но за кратко и само с някои от гласовете.
През лятото на 1987 г. ситкомът е спрян поради финансови проблеми и най-вече, защото е отъждествен като обиден.
В някои части на Англия 4-ти сезон изобщо не е показан. Също така 4-ти сезон все още не е пуснат официално на DVD, както и единични епизоди от първите три сезона.

## Анотация
Сюжетът се завърта около на група чужденци от различна националност и култура, които живеят в Англия и желаят да научат английски език.
Всички те са се записали в клас за изучаване на език за възрастни на лондонско училище и попадат на търпението на амбициозния млад преподавател – англичанина Джеръми Браун (Бари Евънс), добронамерен и отзивчив млад учител, ерген, който живее с котката си е работил какво ли не.
В допълнение, с типичен неразбираем за чужденците английски хумор, всеки от учениците в класа отговаря на въпроси или се включва в разговор с думи от своя роден език и характерен за него акцент.
В речта си всеки от тях пропуска или заменя букви и думи от английския език и изменя тяхното значение, но въпреки това всеки е уверен, че говори английски много по-добре от другите в класа, макар че учителят постоянно ги поправя.
Въпреки различията и разногласията в даден момент всички се сприятеляват, започват да общуват и да си помагат.
Авторитетът на училището е директорката му мис Долорес Кортни (Зара Нътли) – ерудирана дама и стара мома, която се държи аристократично, обича да пие чай и шери също, но само в специални случаи и против нервен стомах.
Чистачът Сидни (Томи Годфри) говори на лондонски диалект кокни (Cockney), прави се на глух, но когато иска почерпка се оказва, че разбира всичко, умее да пее, да танцува и да залага на хазарт.
Първи сезон се провежда в сценарий на пълен учебен цикъл, като започва с наемането на г-н Браун от мис Кортни и приключва с полагане на изпит Lower Cambridge Certificate, който изпит учениците не са издържали с успех.
Втори сезон стартира отново с тях, обичайните десет плюс още двама новодошли в класа чужденци. В трети сезон новите вече ги няма и те отново са само 10.
Сцените от първи сезон са заснети предимно в класната стая, докато следващите имат и сцени извън нея.

## Епизоди

### Сезон 1
| Номер | Оригинално заглавие           | Заглавие на български                 |
| ----- | ----------------------------- | ------------------------------------- |
| 1     | The First Lesson              | Първият урок                          |
| 2     | An Inspector Calls            | Инспекторът                           |
| 3     | A Fate Worse Than Death       | По-страшно и от смъртта               |
| 4     | All Through The Night         | Най-дългата нощ                       |
| 5     | The Best Things In Life       | Най-хубавото в живота                 |
| 6     | Come Back All Is Forgiven     | Върни се, ще ти простя                |
| 7     | The Cheating Game             | Преписвачите                          |
| 8     | Better To Have Loved and Lost | По-добре да си обичал и да си загубил |
| 9     | Kill Or Cure                  | Отчаяно лекарство                     |
| 10    | Hello, Sailor                 | Привет моряко                         |
| 11    | A Point Of Honour             | Въпрос на чест                        |
| 12    | How's Your Father?            | Кой е баща ти?                        |
| 13    | The Examination               | Изпитът                               |

### Сезон 2
| Номер | Оригинално заглавие        | Българско заглавие   |
| ----- | -------------------------- | -------------------- |
| 14    | All Present If Not Correct | Ние пак сме тук      |
| 15    | Queen For A Day            | На чай с кралицата   |
| 16    | Brief Re-encounter         | Годеница за час      |
| 17    | Many Happy Returns         | Честит рожден ден    |
| 18    | Don't Forget The Driver    | Шофьор-мечта         |
| 19    | A Hard Day's Night         | Незабравима нощ      |
| 20    | Take Your Partners         |                      |
| 21    | After Three                | Бързи, смели, сръчни |

### Сезон 3
| Номер | Оригинално заглавие   | Българско заглавие  |
| ----- | --------------------- | ------------------- |
| 22    | I Belong To Glasgow   | Чужденец от Глазгоу |
| 23    | Who Loves Ya Baby?    | Нашето бебе         |
| 24    | No Flowers By Request | На учителя с любов  |
| 25    | Just the Job          | Новата стара работа |
| 26    | Guilty Or Not Guilty? | Виновен-невинен     |
| 27    | Repent At Leisure     | Омъжи се за мен     |
| 28    | The School Fete       | Виден гост          |
| 29    | What A Tangled Web    | Пълна каша          |

### Сезон 4
| Номер | Оригинално заглавие   | Заглавие на български |
| ----- | --------------------- | --------------------- |
| 30    | Never Say Diee        |                       |
| 31    | Too Many Cooks        |                       |
| 32    | Easy Come Easy Go     |                       |
| 33    | Fifty Years On        |                       |
| 34    | Time And Tide         |                       |
| 35    | Ghoulies And Ghosties |                       |
| 36    | Mama Mia!             |                       |
| 37    | A Rash Decision       |                       |
| 38    | Wedding Fever         |                       |
| 39    | Everybody's Out       |                       |
| 40    |                       |                       |
| 41    |                       |                       |
| 42    |                       |                       |

## DVD издания
Във Великобритания е разпространено издание, включващо първите три сезона. Четвърти сезон никога не е издаван в DVD формат.

## Актьорски състав

### Училищен персонал
- Джеръми Браун (изгран от Бари Евънс) – преподавател по английски език. Преди да започне работа е бил предупреден за съдбата на предишния преподавател – мъж, който е полудял. В един от епизодите става ясно, че той е осиновен. Има подозрения, че негов баща е Сидни, който също е оставил детето си в сиропиталище. Става ясно, че той е имал дъщеря.
- Мис Долорес Кортни (изиграна от Зара Нътли) – директор на училището. Тя гледа лошо на г-н Браун и често присъства в часовете му, за да следи развитието на учениците.
- Сидни (изигран от Том Годфрей) – пазач на училището.
- Гладис (изиграна от Айрис Садлър) – възрастна жена, която работи в стола на училището. Тя, за разлика от мис Кортни, е приветлива и приятелски настроена към Сидни, г-н Браун и учениците му.

### Ученици
- Джовани Капело (изигран от Джордж Камилър) – италиански готвач. Той е най-добрият приятел на Макс, с който впоследствие стават съквартиранти. Основният проблем на Джовани с разбирането на английски език са дългите думи и метафорите. Когато е шокиран, често използва фразите: „Санта Мария“, „Холи Равиоли“ и „Оки-коки“ вместо обичайното okay (произнася се [ou'kei]).
- Ана Шмид (изиграна от Джаки Хардинг) – типичната за 70-те години детегледачка. Ана е ученолюбива и се забелязва прогрес в нейното развитие. Въпреки това тя има проблем със смесването на У и В, като също така понякога допълва изреченията с немски думи.
- Чунг Су-Лий (изиграна от Пик-Сен Лим) – секретар на китайското посолство. Навсякъде носи със себе си малката червена книга на Мао, като дори често цитира от нея. Тя постоянно смесва Р и Л. В началото на сериала има много остри чувства към Таро, но впоследствие нещата между тях се изглаждат.
- Таро Нагазуми (изигран от Робърт Лий) – японски представител на електрониката. Той има достатъчно познания по английски език, но има навика да добавя О в края на почти всяка дума. В началото има противоречия със Су-Лий, дължащи се на политическите различия на Китай и Япония през 70-те години. Той никога не е забелязван без неговия фотоапарат.
- Джамила Ранджа (изиграна от Джамила Масей) – индийска домакиня от Шимла. Когато се записва на курса, тя почти не знае английски език и се налага Али да превежда от хиндустани, но в трети сезон тя се превръща в един от най-добрите англоговорещи ученици. Нейна фраза е „Добр вечѐр“. Обикновено се занимава с плетене. Тя може би е християнка, защото носи кръстче, но в един от епизодите като своя вяра изтъква будизма.
- Максимилиан Андреа Архимедес Папандрео (изигран от Кеворк Малекян) – грък. Работи в един гръцки офис за кораби. Привлечен е от французойката Даниел. Той също има тежък акцент. Назовава г-н Браун с прозвища като „шефе“.
- Хуан Сервантес пара Севила (изигран от Рикардо Монтез) – испански барман. Хуан винаги се смее над себе си, уверен, че отговорите му са верни. В началото той почти не говори английски и много често повтаря „Por Favor“ (моля). Хуан подобрява езиковото си равнище в следващите епизоди, но пак си остава един от най-лошите англоговорещи. Често смесва английски и испански език. Той чувства г-н Браун като част от своето семейство, макар често да влизат в спорове и да са на различно мнение.
- Ранжит Синг (изигран от Албърт Моузес) – работник в лондонското метро. Той е от Пенджаб в Индия и е сикх. Непрекъснато влиза в скандали с Али, който е пакистански мюсюлманин. Винаги когато бъде поправен събира ръцете си за „хиляди извинения“.
- Даниел Фавър (изиграна от Франсоа Паскал) – красива французойка, която веднага грабва погледите на всички, включително и г-н Браун. Нейният добър външен вид често размечтава Джовани и Макс. Тя е против идването на Ингрид Свенсон, която иска да привлече вниманието на учителя към себе си.
- Али Надим (изигран от Дино Шафик) – безработен пакистанец, въпреки че обявява, че е израснал в Делхи. Има навика да разбира хората неправилно и да говори в най-неподходящия момент. Често влиза в конфликти с Ранжит.
- Ингрид Свенсон (изиграна от Ана Бергман) – шведка, която се присъединява към сериала през втория сезон. Тя е красива и привлича вниманието на г-н Браун, като по този начин съперничи на Даниел.
- Золтан Сабо (изигран от Габор Върнън) – унгарски студент, който се появява единствено във втори сезон. Той бързо научава жаргона, който често струи от Джовани и Хуан. В края на сезона се връща в Унгария.

През четвърти сезон г-н Браун и мис Кортни все още са в училище и обучават останалите ученици, които са: Ана, Джовани, Ингрид, Хуан и Ранжит. Новата група включва също:
- Мария Папандрео (изиграна от Джени Лий-Райт)
- Мишел Думя (изиграна от Мария-Елиз Греп)
- Фарук Аззам (изигран от Радж Пател)
- Фу Уонг Чан (изигран от Винсент Уонг)
- Рита (изиграна от Сю Бонд)
- Хеншау (изигран от Хари Литълууд)

## „Внимавай какво говориш“ В България
В България са закупени три сезона от британската ситуационна комедия и сериалът се излъчва първоначално от 1-ви до 29-и епизод по Нова телевизия в средата на 90-те години.
През 2008 г. е излъчен по GTV с нов дублаж.
bTV Comedy започна излъчване по два епизода от 5 юни 2020 г. всеки делник от 21:00 ч., и също по два епизода от 13 октомври 2021 г. всеки делник от 20:00 ч.
Ролите се озвучават от артистите Таня Михайлова, Георги Стоянов, Христо Бонин и Явор Караиванов. Режисьор на дублажа е Кирил Бояджиев.